# 羽裂黄鹌菜
羽裂黄鹌菜（学名：Youngia paleacea）为菊科黄鹌菜属下的一个种。

## 扩展阅读
- 維基物種上的相關：羽裂黄鹌菜